# هوانغ جونغ بينغ
هوانغ جونغ بينغ (بالفرنسية: Huang Yong Ping)‏ (بالصينية: 黄永 砯)‏ هو نحات ورسام فرنسي وصيني، ولد في 18 فبراير 1954 في شيامن في الصين، وتوفي في 19 أكتوبر 2019 في إيفري سور سين في فرنسا بسبب مرض.

## وصلات خارجية
- هوانغ جونغ بينغ على موقع الموسوعة البريطانية (الإنجليزية)